# Daniela Gaugler
Daniela Gaugler-Schädler (* 1962; heimatberechtigt in Nuglar-St. Pantaleon) ist eine ehemalige Schweizer Politikerin (SVP).

## Leben und Beruf
Daniela Gaugler ist mit Christoph Gaugler verheiratet und hat drei erwachsene Kinder. Das Ehepaar leitet gemeinsam das Gipsereiunternehmen F. Gaugler AG, das von Christophs Vater Ferdinand gegründet worden ist. Gaugler wohnt in Lausen.
Daniela Gaugler gehört seit 2011 dem Vorstand des TCS beider Basel an.

## Politik
Daniela Gaugler wurde 2005 in den Landrat des Kantons Basel-Landschaft gewählt.
Gaugler gehörte folgenden Kommissionen an:
- 2005–2007: Justiz- und Polizeikommission
- 2007–2010: Umweltschutz- und Energiekommission
- 2008–2014: Bau- und Planungskommission
- 2010–2012: Geschäftsprüfungskommission

### Bed-and-Breakfast-Affäre und Rücktritt
Für das Amtsjahr vom 1. Juli 2014 bis 30. Juni 2015 wurde Gaugler am 26. Juni 2014 zur Landratspräsidentin gewählt. Kurz darauf wurde in den Medien von einem Haus in der Gewerbezone von Lausen berichtet, das der Firma von ihr und ihrem Mann gehört, und von Ermittlungen des kantonalen Bauinspektorats. Das Haus war als Bed-and-Breakfast-Betrieb angemeldet, es waren aber Wohnungen eingebaut und vermietet worden. Am 8. Oktober erhielt Gaugler die Verfügung des Bauinspektorats, die sie nicht öffentlich machte. Es gelangten jedoch Details an die Medien. Darin bestätigte das Bauinspektorat, dass die Wohnungen rechtwidrig eingebaut und vermietet worden waren, und ordnete deren Rückbau an. Am 16. Oktober 2014 bestätigte der Gemeinderat von Lausen in einer Medienmitteilung diese Vorkommnisse. Am Tag darauf trat Daniela Gaugler per sofort von ihren Ämtern als Landratspräsidentin und Landrätin zurück.